# Ion Ansotegi Gorostola
Ion Ansotegi Gorostola (Berriatua, 13 de juliol de 1982) és un futbolista basc, ja retirat, que jugava en la posició de defensa central.
Va jugar la major part de la seva carrera professional amb la Reial Societat, on va començar als 21 anys, i hi va jugar en 227 partit oficials durant 11 temporades. 124 d'aquests partits foren a La Liga (amb sis gols).

## Carrera esportiva
Jugador procedent del planter de la SD Eibar. Abans de recalar en la Reial Societat va jugar en el Barakaldo CF cedit pel conjunt blaugrana. Va debutar amb la Reial Societat B el 30 d'agost de 2003 en el partit Bilbao Athletic 0- Reial Societat B 0. En total va disputar 79 partits amb la Reial Societat B en els quals ha marcat 3 gols.
Va debutar amb el primer equip de la Reial Societat i a La Liga el 22 de gener de 2006 en el partit Reial Societat 3- Athletic 3, i va disputar 33 partits entre les dues seves primeres temporades a la màxima categoria.
Ansotegi només es va perdre dos partits la temporada 2009–10, i va rebre només sis targetes grogues en els seus 40 partits complets – amb quatre gols marcats – en un any en què la Reial Societat va tornar a primera després de tres anys d'absència. Va ser titular en 32 partits la temporada següent en què l'equip es va mantenir, però va perdre la titularitat quan el 2011 el club va contractar el noruec Vadim Demidov, en combinació amb l'emergència del jove del planter Iñigo Martínez.
L'1 de juny de 2015, amb gairebé 33 anys, Ansotegi va renovar el seu contracte amb la Reial Societat fins al 2016. L'1 de febrer de l'any següent, després d'haver jugat només dos partits de Copa del Rei durant la primera part de la temporada, va rescindir contracte amb els Txuriurdin i va marxar al seu primer club, la SD Eibar, amb contracte de sis mesos.
El 30 de juny de 2016, Ansotegui va firmar contracte per un any amb el RCD Mallorca de Segona Divisió. Més o menys dotze mesos després, havent descendit, va anunciar la seva retirada i immediat retorn a la Reial Societat com a coordinador del planter.